# Cornebois
Cornebois est une montagne des Préalpes située  à la limite de la Haute-Savoie et du canton suisse du Valais, dans le massif du Chablais, qui culmine à 2 200 ou 2 203 mètres d'altitude. Elle se trouve entre le val d'Abondance et le val de Morgins (val d'Illiez) dans le Chablais valaisan.

## Toponymie
Selon Pierre Bossus, le nom « Cornebois » vient du patois « kornä boev », signifiant « endroit où est sonnée la corne pour rassembler les troupeaux ».